# Stephan Schütze
Pour les articles homonymes, voir Schütze (homonymie).
Johann Stephan Schütze (né le 1er novembre 1771 à Olvenstedt, mort le 19 mars 1839 à Weimar) est un écrivain allemand.

## Biographie
Schütze vient d'une famille de riches paysans. Après un apprentissage et une école de commerce et l'école de l'abbaye de Berge (1789-1794), il étudie de 1794 à 1797 la théologie protestante d'abord à Halle, plus tard à Erlangen. Un temps précepteur à Magdebourg, il vient à Weimar en 1804 avec le soutien d'un oncle qui tient un commerce et se consacre à la poésie.
À Weimar, on le considère comme un original. Il se marie avec Wilhelmine Schäler, une veuve. Il travaille comme journaliste et critique. Il écrit dans des journaux et des opuscules.
Schütze est chroniqueur des soirées de Johanna Schopenhauer, la mère du philosophe. Il accompagne Goethe, dont il a fait la connaissance le 12 novembre 1806, lors d'une cure thermale. Il collabore avec d'autres artistes comme Ernst Theodor Amadeus Hoffmann, Ludwig Bechstein et Adelbert von Chamisso.
Schütze écrit des textes de théorie musicale et aspire à préserver l'héritage de Goethe.